# 宏碁智慧停車柱

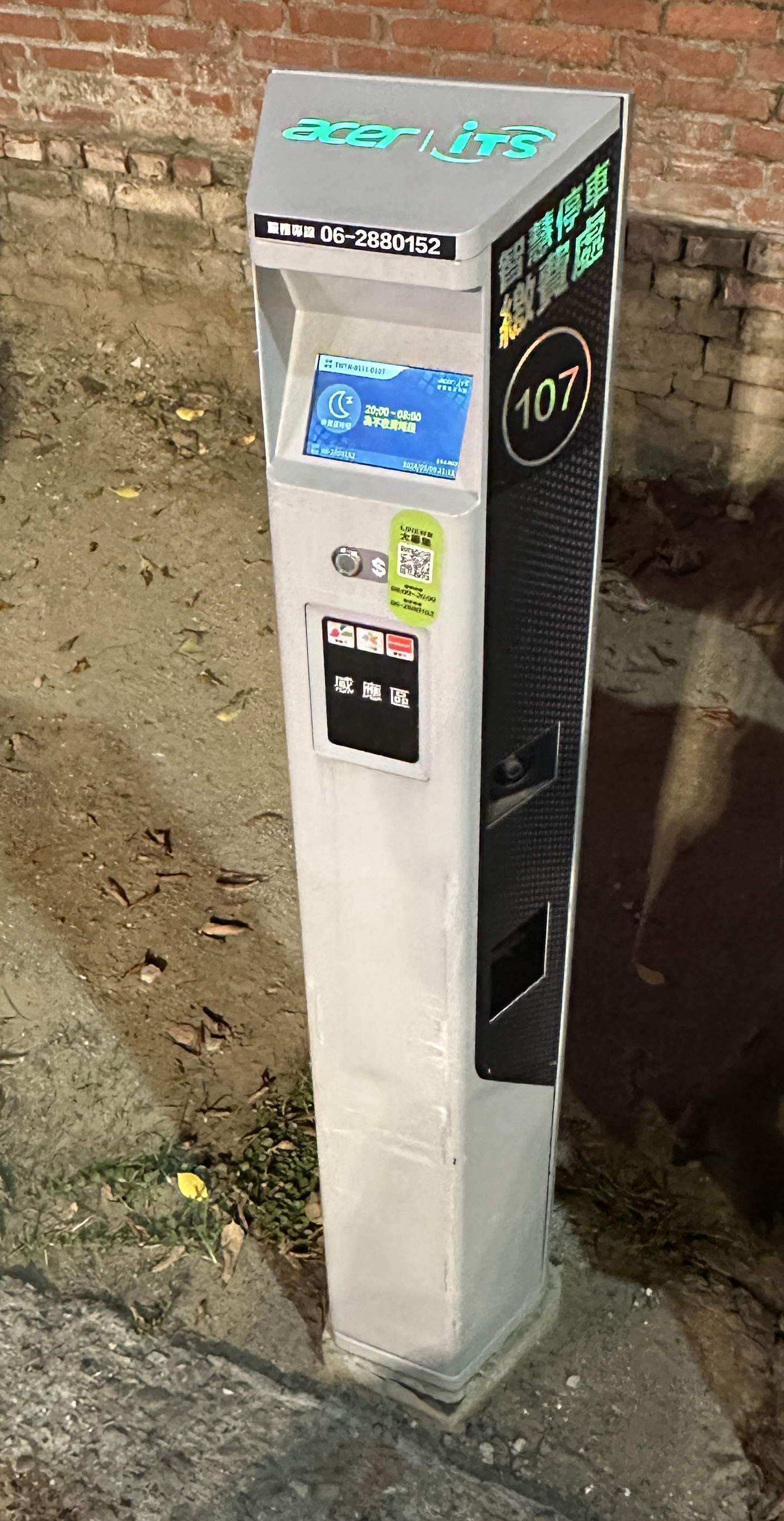
在台南市新光三越百貨台南新天地附近的宏碁智慧停車柱

宏碁智慧停車柱（英語：Acer Smart Parking）是宏碁於2018年推出智慧城市解決方案之一，其主要目的為實現智慧交通，透過雲端智慧停車服務解決方案，整合電子票證、車牌辨識、影像辨識、停車APP，針對路邊停車、路外停車等私人運具，提供車主、停車場業者與地方政府具備智慧化、雲端化、提升管理效能的智慧停車服務。

## 系統設計
宏碁智慧停車柱主要採用的對應服務為「智慧路邊停車計時收費系統」，該項服務主要的目的為提升路邊停車的管理效率與周轉率。宏碁智慧停車柱於2018年首次在智慧城市展亮相，展示期間功能介紹提及其通過攝影機辨識停放車輛的車牌，車子欲離開停車格時可在停車柱使用線上繳費或是悠遊卡感應扣款。宏碁在高雄軟體園區試運營期間僅提供一卡通繳費，但其表示有預留讀卡機空間評估納入悠遊卡、iCash、Happy Cash等電子票證。第二代的智慧停車柱導入支援LCD資訊幕或是電子紙顯示的功能，除可提供公、私部門的宣傳平臺外，亦可透過聯網顯示附近路邊停車格的即時資訊。

## 導入市場
宏碁在2017年成立子公司宏碁智通後，爭取到台南市、台北市、新北市、苗栗竹南、高雄軟體園區等地導入商轉。宏碁智通於2018年取得臺南市第一期2000席路邊車格智慧化的BOT，後於2021年再簽定第二期智慧路邊停車計費系統興建營運，於北區、南區、安平區、歸仁區建置2000席智慧停車格。截至2023年4月，宏碁智通在雙北、苗栗竹南、台南市、高雄市、屏東市逐步建置的智慧停車格數量將達1萬個，市佔率高達9成。台南市政府交通局局長王銘德於2022年5月指出，智慧路邊停車計費系統自2019年4月啟用後，讓台南市建有智慧停車柱的路段平均周轉率成長22.6%，並獲得市民對智慧停車柱高達90%的正面評價。

## 獲獎紀錄
| 年份 | 主辦單位               | 獎項                                       | 結果 | 備註  |
| ---- | ---------------------- | ------------------------------------------ | ---- | ----- |
| 2018 | 《數位時代》           | 創新商務獎：最佳體驗創新獎、最佳技術創新獎 | 獲獎 | [ 9 ] |
| 2018 | 中華智慧運輸協會       | 智慧運輸應用獎                             | 獲獎 | [ 9 ] |
| 2018 | 世界資訊科技與服務聯盟 | 全球資訊科技應用傑出獎                     | 獲獎 | [ 9 ] |
| 2019 | 台北國際電腦展         | 創新設計獎-特別獎                          | 獲獎 | [ 9 ] |
| 2020 | 中華民國經濟部         | 第28屆台灣精品獎                           | 獲獎 | [ 9 ] |

## 爭議
時任台北市長柯文哲於2020年7月在市長室會議裁示智慧停車「先試驗再滾動式修正」，短短1個月後，台北市交通局即編列8年連續性預算，規畫在翌年於大同區、萬華區建置500座智慧停車柱達新台幣1.92億元。台北市議員許家蓓對此表示台北市政府的試辦成效不佳，不但有車撞智慧車柱的情況，甚至有民眾會用口香糖遮蔽攝影機，同時也指出車牌辨識會受天候影響，尤其下雨辨識率更曾降至60％，需由後台用人力校正提升至95至99％。臺北市停車管理工程處處長李昆振則表示辨識率至少要有95%以上，雖然現場沒有人但後台還是會有人做校正，至於為何簽下長達8年合約則是因為車柱成本比較高、考量攤提，且8年會比10年、20年的合約更可接受。

## 外部連結
- 宏碁智慧停車柱 （页面存档备份，存于）